# Anouk Dekker
Marieke Anouk Dekker, RON (Almelo, 1986. november 15. –) Európa-bajnok és világbajnoki ezüstérmes holland női válogatott labdarúgó. A francia bajnokságban érdekelt Montpellier több poszton is bevethető játékosa.

## Sikerei

### Klubcsapatokban
Belga-Holland bajnok (2):
- FC Twente (2): 2012–13, 2013–14

 Belga-Holland bajnoki ezüstérmes (1):
- FC Twente (1): 2014–15

 Belga-Holland szuperkupa döntős (1):
- FC Twente (1): 2011

 Holland bajnok (5):
- FC Twente (5): 2010–11, 2012–13*, 2013–14*, 2014–15*, 2015–16[2]

 Holland bajnoki ezüstérmes (1):
- FC Twente (1): 2011–12

 Holland kupagyőztes (2):
- FC Twente (2): 2007–08, 2014–15

 Holland kupadöntős (1):
- FC Twente (1): 2012–13

 Francia bajnoki ezüstérmes (1):
- Montpellier (1): 2016–17

 Francia kupagyőztes (1):
- Montpellier (1): 2015–16

### A válogatottban
Hollandia
- Európa-bajnok: 2017
- Világbajnoki ezüstérmes: 2019
- Ciprus-kupa bronzérmes: 2010[3]